# 内齿兽属

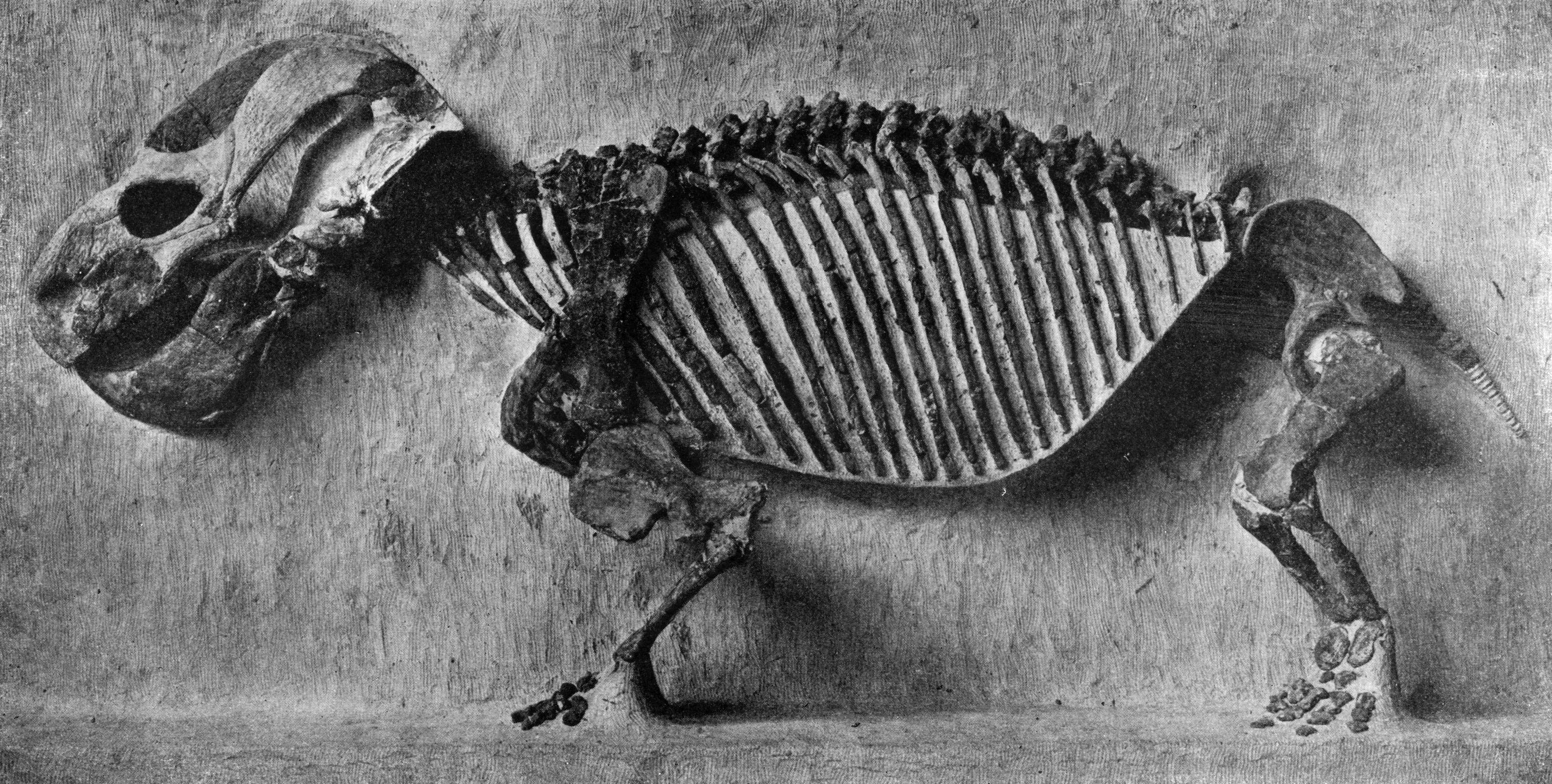
內齒獸的編號5618標本

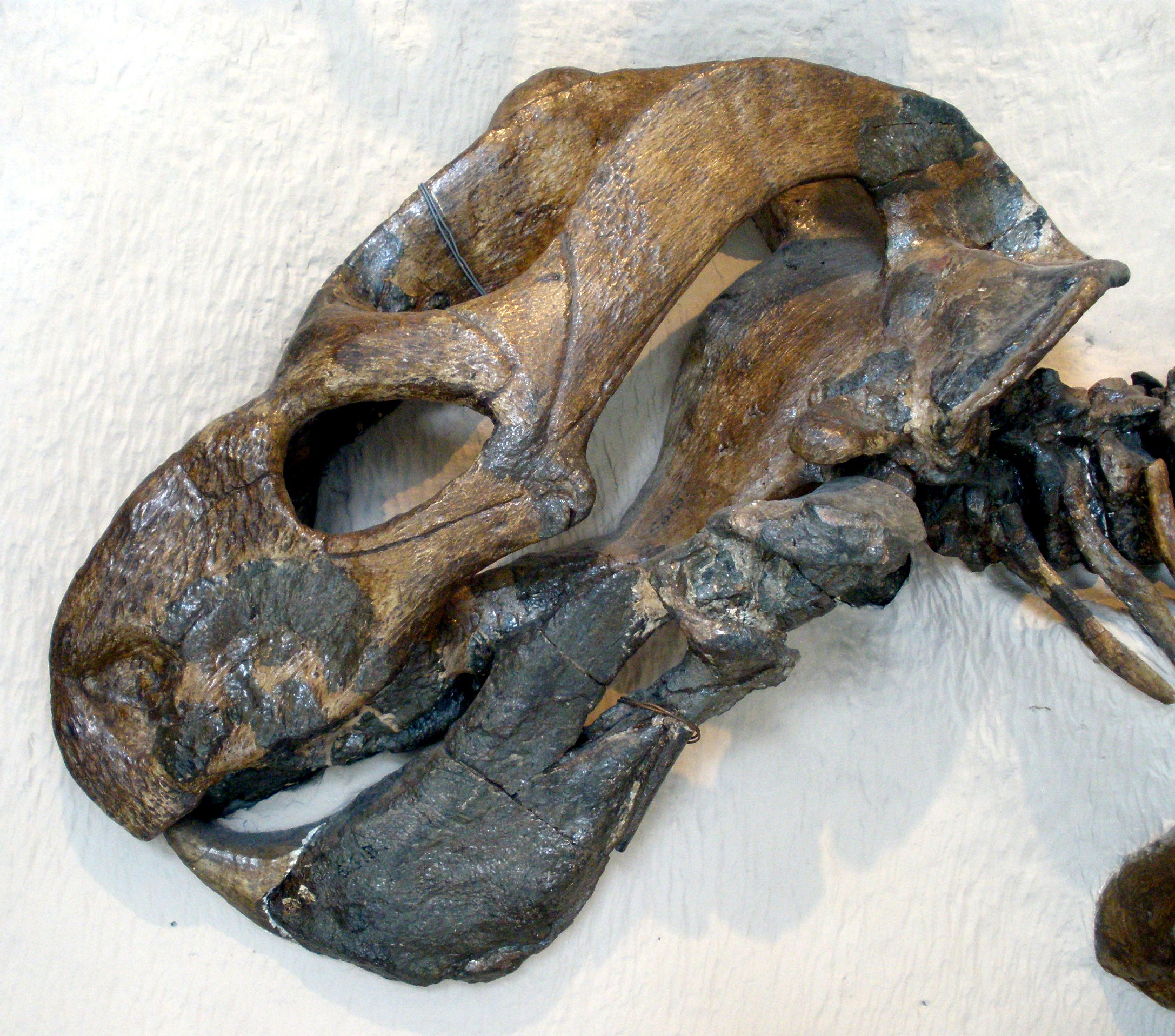
內齒獸的頭顱骨

內齒獸（學名：Endothiodon）是種已滅絕二齒獸類，生存於二疊紀晚期的非洲南部，身長2到2.5公尺長。